# Antonio Nibby
Antonio Nibby (Rome, 14 avril 1792-Rome, 29 décembre 1839) est un archéologue italien.

## Biographie
Il enseigne l'archéologie à l'Archiginnasio Romano et, membre de l'Institut de Correspondance archéologique dès sa fondation, donne des cours d'archéologie aux architectes de l'Académie de France à Rome.
Il fait de nombreuses excursions dans la campagne romaine, participe ou dirige de nombreuses fouilles, telle celle du Colisée et du forum romain (1827-1832) et établit avec William Gell la carte du Latium antique (1827).

## Travaux
- Del Foro Romano, della Via Sacra, dell'Anfiteatro Flavio, 1818
- Viaggio antiquario ne'contorni di Roma, 1819
- Itinerario di Roma, 1826
- Monumenti scelti della villa Borghese, 1832
- Analisi storico-topografico-antiquaria della carta dei dintorni di Roma, 1837
- Roma nell'anno 1838, 1838-1841